# Собрино де Ботин
«Собри́но де Боти́н» (исп. Sobrino de Botín — «Племянник Ботина») — старейший непрерывно действующий ресторан в мире согласно Книге рекордов Гиннесса, основанный в 1725 году. Художник Франсиско Гойя работал официантом в кафе «Ботин», ожидая поступления в Королевскую академию изящных искусств. Ресторан упоминается в романе Эрнеста Хемингуэя «И восходит солнце» и книге Бенито Переса Гальдоса «Фортуната и Хасинта», а также многих других известных писателей. Расположен в Мадриде, на улице Кучильерос, 17, в нескольких шагах от Пласа-Майор.

## История
Ресторан был основан в 1725 году французом Жаном Ботином и его женой и первоначально назывался «Каса Ботин» (исп. Casa Botín — «Дом Ботина»). Он был унаследован племянником по имени Кандидо Ремис и сменил название на «Собрино де Ботин», которое сохранилось до наших дней. В 1868 году в ресторане появилась дровяная печь.
Трёхэтажное здание ресторана построено на месте старинного винного погреба, в одном из залов сохранилась старинная талаверская керамическая плитка XVIII века. Помимо оригинальных рецептов ресторан также известен своим никогда не гаснущим огнём в печи. Ресторан и его фирменное блюдо «кочини́льо аса́до» (исп. cochinillo asado, жареный молочный поросёнок) упоминаются на заключительных страницах романа Эрнеста Хемингуэя «И восходит солнце (Фиеста)». Главные герои книги Джейк Барнс и его подруга Брет Эшли обедают в заведении на втором этаже, причём рассказчик (Джейк), называет «Ботин» одним из лучших ресторанов мира: «Мы ели жареного поросёнка и пили „риоха альта“. Брет ела мало. Она всегда мало ела. Я съел очень сытный обед и выпил три бутылки „риоха альта“». Другие фирменные блюда заведения — жареный ягнёнок, чесночный суп, гаспачо, ракушки «альмехас», мерлуза и фирменные десерты.
Памятная доска, установленная Торгово-промышленной палатой 25 мая 1971 года на фасаде ресторана, указывает об упоминании этого места в книге Бенито Переса Гальдоса «Фортуната и Хасинта». В романе ресторан представлен как кондитерская («вчера вечером он обедал в пекарне племянника Ботина»).
В 1920 году «Собрино де Ботин» открыл филиалы в виде площадок для пикника в Деэса-де-ла-Вилье. В XX веке рестораном управляла семья Гонсалес (Ампаро Мартин и Эмилио Гонсалесы). В январе 2004 года третье поколение семьи Гонсалес открыла филиал «Собрино де Ботина» в Мексике (с точной копией оригинальной печи). Другими авторами на английском языке, упоминающими это место, были, например, Грэм Грин в романе «Монсеньор Кихот», Фредерик Форсайт в романах «Икона» и «Кобра», Трумен Капоте, Джон Дос Пасос. Политик Индалесио Прието в книге «Моя жизнь» говорил о «восхитительных бартолильос де Ботина».